# Ямпольский поселковый совет (Ямпольский район)
Ямпольский поселковый совет (укр. Ямпільська селищна рада) — входит в состав
Ямпольского района
Сумской области
Украины.
Административный центр поселкового совета находится в 
пгт Ямполь
.

## Населённые пункты совета
- пгт Ямполь
- с. Диброва
- с. Ивотка
- с. Имшана
- пос. Неплюево
- с. Ольгино
- пос. Привокзальное
- с. Прудище
- с. Ростов